# 鵜沼町
鵜沼町（うぬまちょう）は、岐阜県稲葉郡にあった町である。現在の各務原市東部、鵜沼地区と各務地区に該当する。
中山道の宿場町鵜沼宿を中心とした町であった。昭和30年代に入ると名古屋鉄道犬山線の利便性から人口が増加。各務原市となった後も宅地開発が進み、名古屋市のベッドタウンとなっている。

## 歴史
- 飛鳥時代の「藤原宮跡出土木簡」に「汙奴麻（うぬま）」の地名が記載される。また同じく、「宇留間（うるま）」とも呼ばれていた。
- 平安時代の三十六歌仙の一人、藤原仲文にこう詠まれている。「ゆきかよひ定めがたさは旅人の心うるまのわたりなりけり」
- 鎌倉時代の「昭慶門院御領目録」に「各務郡鵜沼郷」の地名が記載される。
- 慶長7年（1602年） 中山道の宿場町として鵜沼宿が設置される。
- 慶安2年（1649年）鵜沼村が幾つかの集落にわかれていたこともあり、尾張藩が集落別の免状を出す。7つの郷（東町、西町、南町、羽場、古市場、大伊木、小伊木）が制定される[1]。枝村として桑原野、宝積寺、門前、内野新田、三池新田などがあった[1]。
- 1889年（明治22年）7月1日 - 町村制施行に伴い、各務郡鵜沼村が成立。
- 1897年（明治30年）4月1日[2] - 各務郡、厚見郡、方県郡の一部が合併して稲葉郡が成立。鵜沼村は稲葉郡の所属となる。
- 1943年（昭和18年）10月1日 - 町制施行。鵜沼町（初代）になる[3]。
- 1955年（昭和30年）4月1日 - 鵜沼町と各務村が合併し、鵜沼町（2代）となる[4]。
- 1963年（昭和38年）4月1日 - 那加町、蘇原町、稲羽町と合併し各務原市が発足。同日鵜沼町廃止。

## 地域
鵜沼
旧・鵜沼町は数か所の集落があり、それぞれが区としていた。
- 羽場区 - 現・鵜沼羽場町など[5]。
- 南町区 - 現・鵜沼南町など[6]。
- 宝積区 - 現・鵜沼宝積寺町など[7]。
- 大伊木区 - 現・鵜沼大伊木町など[8]。
- 古市場区 - 現・鵜沼古市場町など[9]。
- 小伊木区 - 現・鵜沼小伊木町など[10]。
- 東町区 - 現・鵜沼東町など[11]。
- 西町区 - 現・鵜沼西町など[12]。
- 三つ池区 - 現・鵜沼三ツ池町など[13]。

享保6年（1721年）、尾張藩が主導して開発された新田（三ツ池新田）により出来た集落。
- 川崎区 - 現・鵜沼川崎町など[14]。

戦前、川崎重工業の従業員の増加により生まれた集落。
- 各務原区 - 現・鵜沼各務原町など[14]。

明治初期、尾張藩草薙隊の隊員の一部が開拓してうまれた集落。
- 山崎区 - 現・鵜沼山崎町など[15]。

1921年（大正10年）に鵜沼駅開業により、その周囲に住宅が建てられてうまれた集落。
- 朝日区 - 現・鵜沼朝日町など[15]。

戦後、旧・各務原飛行場東飛行場の一部が開拓地として開放されてうまれた集落。
各務
- 各務区 - 旧・各務村各務区
- 須衛区 - 旧・各務村須衛区

## 交通機関
- 国鉄高山本線
  - 各務ケ原駅・鵜沼駅
- 名古屋鉄道各務原線
  - 二十軒駅・名電各務原駅・苧ヶ瀬駅・羽場駅・鵜沼宿駅・新鵜沼駅

## 学校
- 鵜沼町立鵜沼第一小学校 （現・各務原市立鵜沼第一小学校）
- 鵜沼町立鵜沼第二小学校 （現・各務原市立鵜沼第二小学校）
- 鵜沼町立各務小学校 （現・各務原市立各務小学校）
- 鵜沼町立鵜沼中学校 （現・各務原市立鵜沼中学校）

## 神社・仏閣
- 貞照寺
- 日之出不動
- 山中不動
- 車折神社
- 村国神社
- 村国真墨田神社
- 愛宕神社
- 鵜沼夫婦龍神社
- 熱田神社
- 赤坂神社
- 二ノ宮神社
- 熊野神社
- 津島神社

## 史跡
- 鵜沼宿
- 鵜沼城址
- 坊の塚古墳

## 名誉町民
- 栗木謙二[16] - 元鵜沼町議会議員。元鵜沼町長（昭和22年 - 昭和30年）。各務原市発足後は各務原市教育委員長を務める。
- 武藤嘉門[17] - 元衆議院議員、元岐阜県知事。